# Литвиново (деревня, Кемеровская область)
Литвиново — деревня в Яшкинском районе Кемеровской области России. Входит в состав Литвиновского сельского поселения.

## История
Основано в 1626 году. В «Списке населенных мест Российской империи» 1868 года издания населённый пункт упомянут как заводская деревня Литвинова Томского округа (2-го участка) при речке Сосновке, расположенная в 91 версте от губернского города Томска. В деревне имелось 26 дворов и проживало 153 человека (85 мужчин и 68 женщин).
В 1911 году в деревне, входившей в состав Литвиновской волости Томского уезда, имелось 90 дворов и проживало 474 человека (234 мужчины и 240 женщин). Функционировали церковь Рождества спасителя, церковно-приходское училище, хлебозапасный магазин, ренсковый погреб и две лавки.
По данным 1926 года имелось 124 хозяйства и проживало 587 человек (в основном — русские). Действовала школа I ступени. В административном отношении являлось центром Литвиновского сельсовета Поломошинского района Томского округа Сибирского края.

## География
Деревня находится в северной части Кемеровской области, в юго-восточной части Западно-Сибирской равнины, на правом берегу реки Сосновки, вблизи места впадения в неё реки Малой, на расстоянии примерно 6 километров (по прямой) к юго-западу от посёлка городского типа Яшкино, административного центра района. Абсолютная высота — 203 метра над уровнем моря.

### Часовой пояс
Деревня Литвиново, как и вся Кемеровская область, находится в часовой зоне МСК+4. Смещение применяемого времени относительно UTC составляет +7:00.

## Население
| 2010 |
| ---- |
| 210  |

Гендерный состав
По данным Всероссийской переписи населения 2010 года в гендерной структуре населения мужчины составляли 52,9 %, женщины — соответственно 47,1 %.
Национальный состав
Согласно результатам переписи 2002 года, в национальной структуре населения русские составляли 85 % из 211 чел.

## Улицы
Уличная сеть деревни состоит из пяти улиц.